# Prolagidae
A família Prolagidae contém um único gênero, o Prolagus. No passado, era considerada como sendo uma subfamília de Ochotonidae. Contém diversas formas pré-históricas, e somente uma espécie sobreviveu em épocas recentes.

## Espécies
- †Prolagus apricenicus
- †Prolagus imperialis
- †Prolagus michauxi
- † Prolagus oeningensis
- †Prolagus sardus
- †Prolagus sorbinii